# Thomas Frognall Dibdin

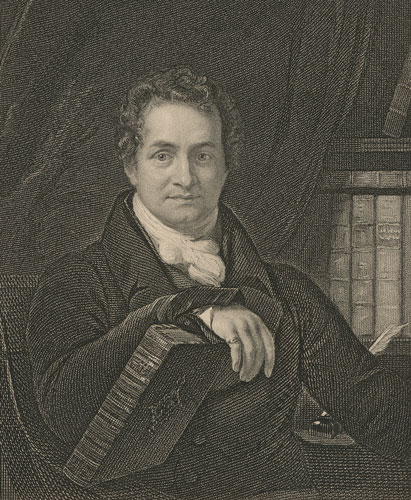
Thomas Frognall Dibdin

Thomas Frognall Dibdin (* 1776 in Kalkutta; † 18. November 1844 in Kensington) war ein englischer Bibliograf.

## Leben
Dibdin besuchte erst die Schule in Eton, widmete sich dann in Cambridge der Theologie und Bibliographie, wurde, bereits als Geistlicher ordiniert, von dem Grafen Spencer als Bibliothekar nach Althorp berufen.
Seine bekanntesten Werke sind die Introduction to the Greek and Latin classics (Gloucester 1803; 4. Aufl., London 1827, 2 Bde.), die über 112 alte Schriftsteller bibliographische Angaben enthält, und The bibliomania (das. 1809, 4. Aufl. 1875). Gleichzeitig gab er Robinsons englische Übersetzung von Thomas Morus’ satirisch-didaktischer Schrift Utopia (Lond. 1809, 3 Bde.) mit Anmerkungen und Holzschnitten heraus. Aufsehen erregten seine reich ausgestatteten Typographical antiquities of Great Britain (London 1810–19, 4 Bde.) sowie seine mit Holzschnitten und Faksimiles bebilderte Bibliotheca Spenceriana (das. 1814–15, 4 Bde.), die durch die Aedes Althorpianae (das. 1822, 2 Bde.), ein Verzeichnis der im Schloss Althorp befindlichen Kunstschätze, ergänzt wurde. Auch sein Bibliographical Decameron (London 1817, 3 Bde.), ein Meisterwerk der Buchdruckerkunst, ist reich an interessanten bibliographischen Anekdoten, wenn auch nicht stichhaltig vor der strengeren Kritik.
Weiter veröffentlichte er: Bibliographical, antiquarian and picturesque tour in France and Germany (London 1821, 3 Bde.; 3. Aufl. 1838), das Ergebnis neun Monate langer Untersuchungen in den Bibliotheken des Kontinents, und Bibliographical etc. tour in the northern counties of England and Scotland (das. 1838, 2 Bde.), beides typographische Prachtwerke, das letztere jedoch an Gehalt und Interesse dem ersteren weit nachstehend. Noch vorher waren sein amüsantes Werk Bibliophobia, remarks on the present languid and depressed state of literature and the book-trade, by Mercurius Rusticus (London 1832) und seine Reminiscences of a literary life (1836, 2 Bde.) erschienen.